# Cessna LC-126
Le Cessna LC-126 est un avion de liaison et de transport militaire léger.